# Cadira plegable

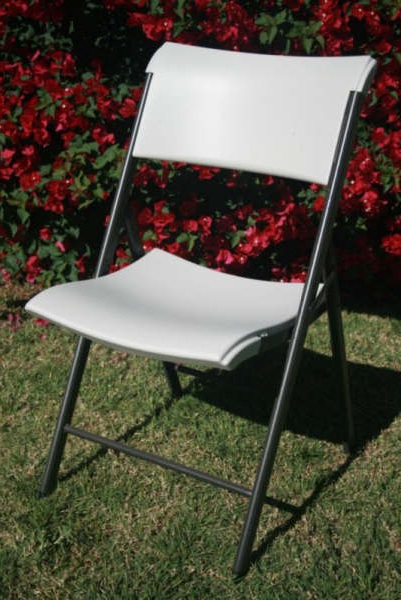
Una cadira plegable típica

Una cadira plegable és una cadira lleugera i portàtil, un tipus de moble que es plega quedant quasi plana, de mides més petites i així es pot emmagatzemar en una pila, en fila o sobre un carro. Es pot combinar també amb una taula plegable .

## Usos
Les cadires plegables s'utilitzen generalment per seure en zones on no és possible ni pràctic tenir seients permanents. Això inclou esdeveniments exteriors i coberts com funerals, graduacions universitàries, serveis religiosos i esdeveniments i competicions esportives.
Les cadires plegables també s'utilitzen a casa per a qualsevol situació que requereixi seients addicionals. Això inclou festes, jocs de cartes i seients temporals a la taula del sopar.
Algunes cadires plegables també són a la vegada balancins.

## Història

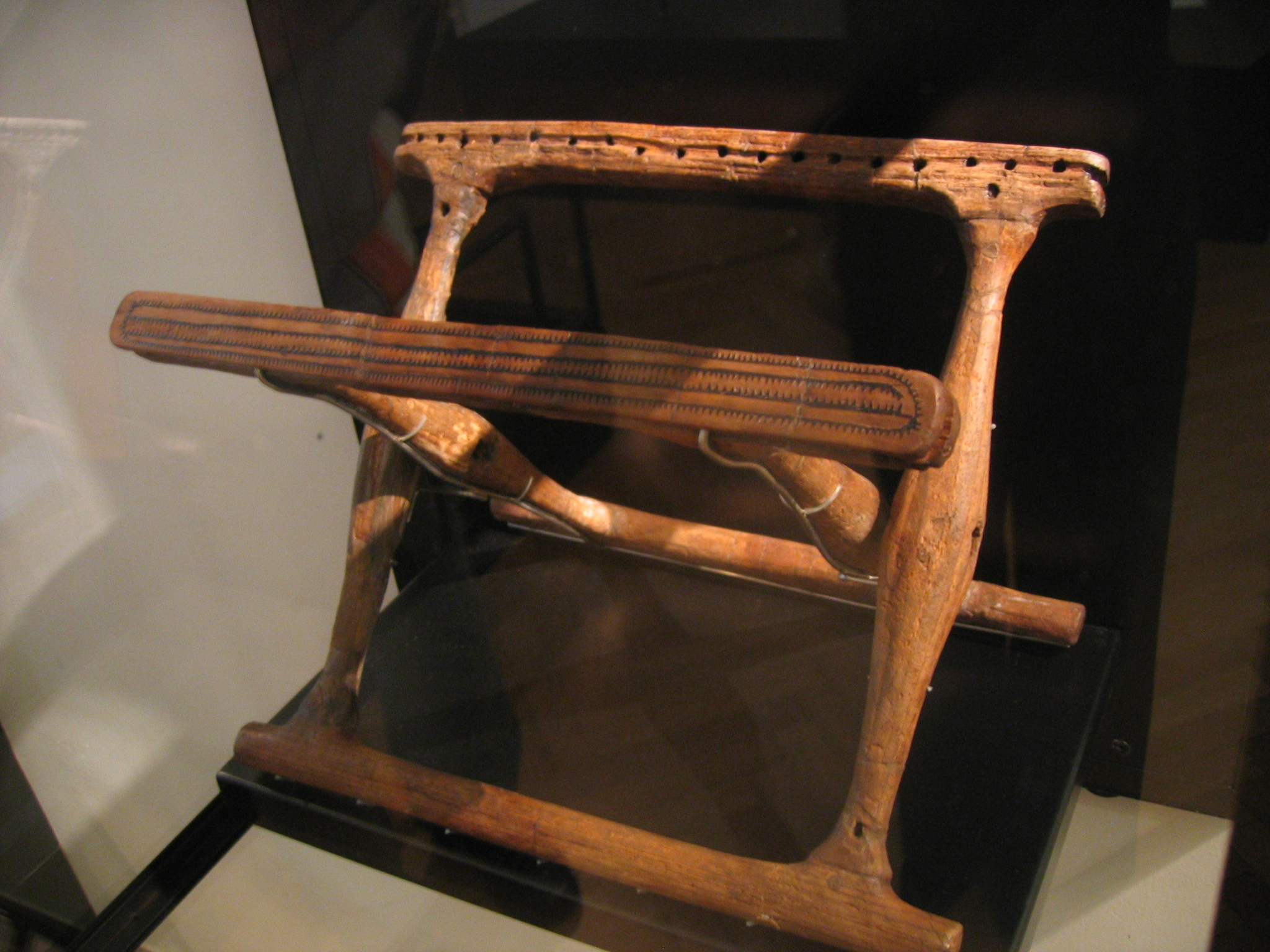
Marc de la cadira plegable de Guldhøj, Dinamarca (Edat de Bronze Nòrdica, 2a meitat del)

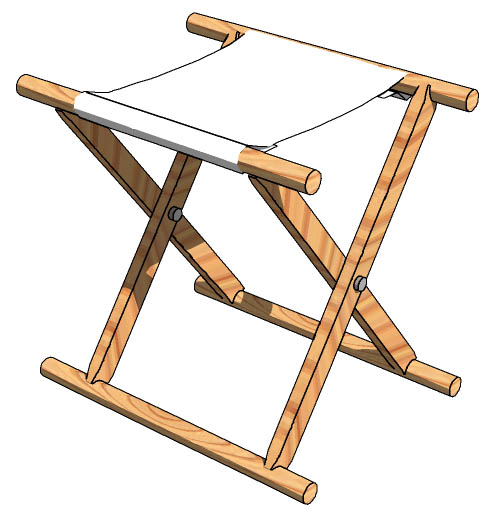
Cadira plegable tradicional japonesa

Les cadires o tamborets plegables s'utilitzaven com a seients a la zona mediterrània als segles XV-XIII aC. Les cadires també s'utilitzaven com a objectes funeraris a les tombes més riques. A la tomba de Tutankamon, a Egipte, es va trobar una cadira plegable de banús i marfil amb accessoris d'or.
Les cadires plegables ja s'utilitzaven a l'edat del bronze nòrdica, a l'antic Egipte, a la Grècia minoica i a l'antiga Roma. El marc era majoritàriament de fusta i poques vegades de metall. La fusta estava incrustada amb talles artístiques, daurades i decorades amb ivori. Al nord d'Europa, es coneixen les restes de més de 18 cadires plegables que es remunten a l'època nòrdica del bronze, com la cadira plegable Daensen i la cadira Guldhøj, que es troben a prop de Vamdrup, Dinamarca.
La cadira plegable es va generalitzar especialment durant l'edat mitjana. Es guardava com a moble litúrgic. Des dels segles XV i XVI, la cadira plegable té majoritàriament recolzaments de braços i de cap. Per descomptat, les cadires més noves que sovint es troben a les funcions i esdeveniments també s'anomenen cadires plegables. Són portàtils i fàcils d'utilitzar.
Als Estats Units, John Cram va publicar una patent primerenca per a una cadira plegable el 1855. El 1947, Fredric Arnold va crear la primera cadira plegable d'alumini amb cintes de tela per al seient i el respatller. El 1957, la Fredric Arnold Company de Brooklyn, Nova York, fabricava més de 14.000 cadires al dia. Avui en dia, la cadira plegable està feta principalment de plàstic dur o metall o fusta. Les cadires plegables es poden dividir en diferents categories.
Les cadires plegables específicament modificades i més lleugeres s'utilitzen com a armes en la lluita professional. La investigació sobre la mort de Chris Benoit va citar l'encefalopatia traumàtica crònica, que sovint és causada per cops al cap amb la cadira i altres commocions cerebrals relacionades com a causa principal dels seus símptomes. Els cops al cap de la cadira ja estan prohibits a la WWE i, en general, l'ús de cadires es va reduir per evitar lesions relacionades.

## Disseny
Les cadires plegables solen pesar de 2 a 5 kg. i es produeixen en diversos estils, mecanismes de plegat i materials.

### Potes pivotants
Les potes de la cadira plegables poden girar per plegar-se sota el seient o al seient.
La majoria de cadires plegables pivoten al nivell del seient. El seient s'alinea entre els suports posteriors. El suport posterior i les potes davanteres són la mateixa part. Hi ha, però, diversos dissenys que es pleguen sota el seient. Els tamborets laterals-X consten de dues peces en forma de X amb una làmina de tela que es converteix en el seient. Les cadires front-X són similars als tamborets laterals X, però inclouen un respatller. Les cadires Side-X són úniques perquè el suport del respatller i del peu davanter és la mateixa part. El seient es desploma per alinear-se entre les barres laterals, cap avall entre les potes davanteres o cap amunt per alinear-les entre les barres laterals posteriors. Els mecanismes varien, però els suports de la part posterior i dels peus anteriors són invariablement la mateixa part.

## Preus

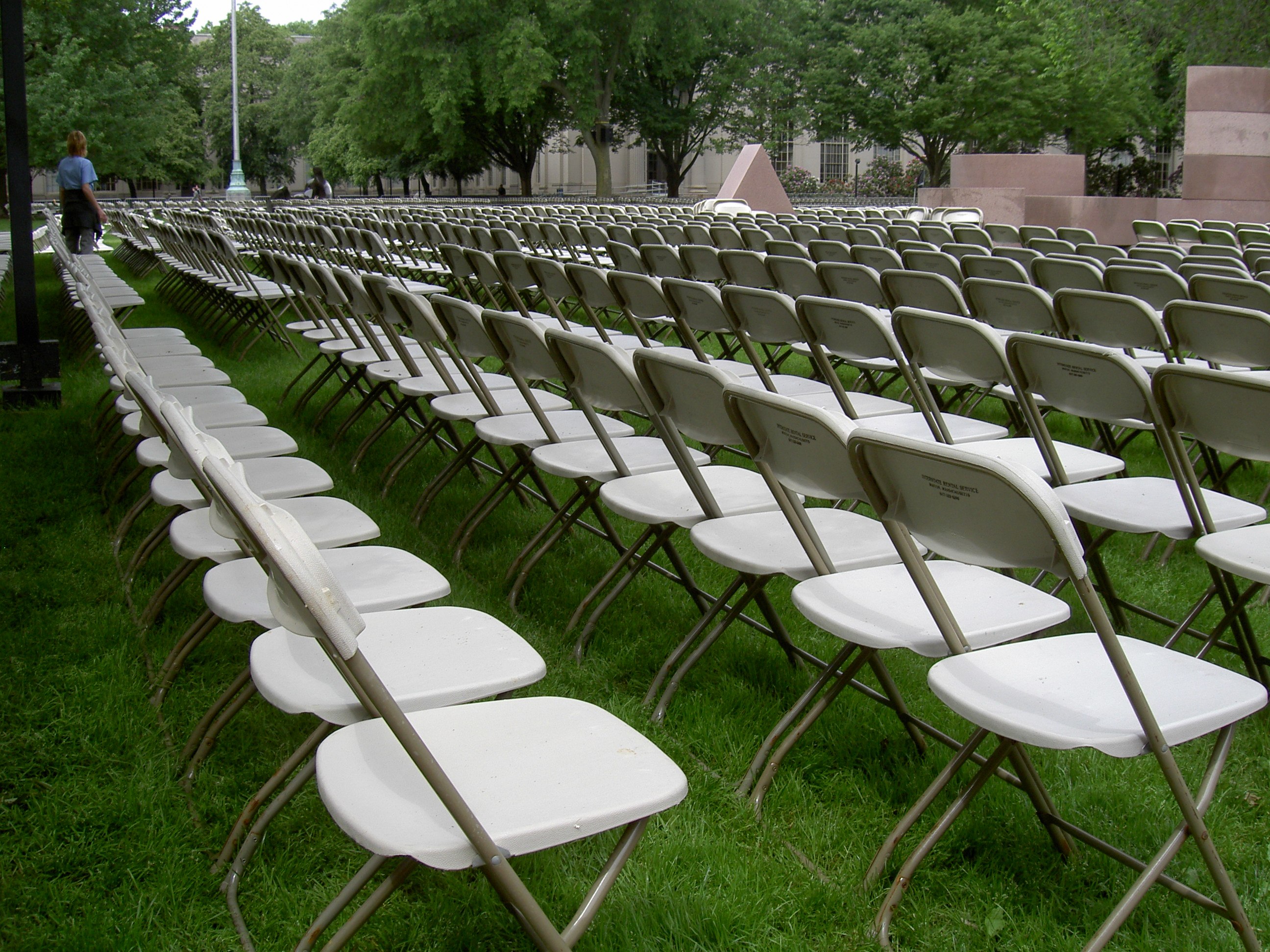
Cadires plegables de la varietat side-X configurades per a un esdeveniment a l'aire lliure

Els preus i la qualitat es poden dividir aproximadament en quatre categories i són en gran manera els mateixos que per a les cadires apilables:

### Gamma baixa
Aquests mobles lleugers i econòmics solen estar fabricats amb tubs d'acer, amb seient i respatller de plàstic. Aquest estil és molt comú a les llars, esglésies, escoles i esdeveniments de la comunitat.

### Gamma mitjana
Són resistents i tenen una major varietat d'estils i materials. Normalment no es tapissen. Tenen un cost aproximat de 25 dòlars (2008). El seu ús principal són els seients per a grans arenals, exteriors o llocs de culte, però també cafeteries i brasseries.

### Gamma superior
Aquestes cadires plegables solen estar reforçades múltiples i inclouen seients i respatllers encoixinats. Es venen principalment per a esdeveniments esportius. De vegades es fa caure el seient cap enrere de manera que quedi dret, fent que l'aigua de pluja surti del seient entapissat.

### Gamma alta
Les cadires plegables d'aquesta categoria són rares i es venen en un volum molt reduït. Costen de 150 a 300 dòlars per peça. Es poden entapissar i sovint tenen un preu més elevat perquè s'associen a un fabricant de renom.